# Qairat Nūrdäuletov
Qairat Jūmabekūly Nūrdäuletov (in kazako Қайрат Жұмабекұлы Нұрдәулетов?; Almaty, 6 novembre 1982) è un allenatore di calcio ed ex calciatore kazako, di ruolo difensore, tecnico del Jetisý.

## Palmarès

### Club
- Coppa del Kazakistan: 1

Astana: 2010
- Supercoppa del Kazakistan: 1

Astana: 2011

### Individuale
- Calciatore kazako dell'anno: 1

2012